# Euparkerella cochranae
Euparkerella cochranae är en groddjursart som beskrevs av Eugenio Izecksohn 1988. Euparkerella cochranae ingår i släktet Euparkerella och familjen Strabomantidae. IUCN kategoriserar arten globalt som livskraftig. Inga underarter finns listade i Catalogue of Life.